# Галантер, Борис Ефимович
Борис Ефимович Галантер (Галанов) (при рождении Бенцион Хаимович Галантер; 16 февраля (1 марта) 1914, Одесса — 5 января 2000) — русский советский критик, литературовед, репортёр. Член Союза писателей СССР (1955), Союза писателей Москвы, Союза журналистов (1958), Союза кинематографистов (1958). Произведения публиковал под фамилией Галанов. 

## Биография
Родился 16 февраля 1914 года в Одессе в семье выпускника Одесского коммерческого училища доктора Гохмана, кишинёвского мещанина Хаима Бенционовича (Ефима Борисовича) Галантера (1890—1969), в течение сорока лет бывшего директором Большого зала Московской консерватории; мать — Бейла Лейбовна Галантер (в девичестве Гросбом, 1891—?), дочь брест-литовского мещанина. Родители заключили брак в Одессе 28 декабря 1912 года. Окончил школу-семилетку, газетный техникум (1933), работал репортёром в газете «Вечерняя Москва». С 1934 года учился в МИФЛИ им. Н. Г. Чернышевского, который окончил в 1939. В этом же году начала работать в отделе литературы и искусства газеты «Правда».
Участник Великой Отечественной войны, военный корреспондент газеты «Правда». Награждён орденами Отечественной войны II ст., Красной Звезды, Знак Почета, медалями, Почётной Грамотой Президиума Верховного Совета РСФСР (1980). Член КПСС с 1943 года.
Был редактором отдела прозы журнала «Знамя» (1958—1960), заместителем главного редактора журнала «Советский экран» (1960—1963), редактором по отделу искусства и членом редколлегии «Литературной газеты» (1963—1991).
Похоронен на Донском кладбище  г. Москвы (участок у колумбария 12)   .

## Семья
Жена — Ирина Сергеевна Боброва (1917—1985), сотрудник журнала «Юность» (1955—1985).

## Сочинения

### Критика
- Борис Полевой: Критико-биографический очерк. М.; Л., 1953.
- С. Я. Маршак: Очерк жизни и творчества. М., 1956.
- С. Я. Маршак: Очерк жизни и творчества. М., 1957.
- Борис Полевой: Критико-биографический очерк.  М., 1957
- Илья Ильф и Евгений Петров: Жизнь. Творчество. М., Советский писатель, 1961.
- С. Я. Маршак. Очерк жизни и творчества. М., 1962
- С. Я. Маршак. Жизнь и творчество. М., 1965
- Сергей Михалков: Очерк творчества. М., 1966.
- Искусство портрета. М., Советский писатель, 1967.
- Книжка про книжки: С.Маршак, Ю.Олеша, Б.Полевой, В.Катаев, Э.Багрицкий, А.Гайдар. М., 1970.
- Живопись словом: Человек, пейзаж, вещь. М., Советский писатель, 1972.
- Сергей Михалков. Очерк творчества. М., 1972
- Живопись словом: Портрет, пейзаж, вещь. М., Советский писатель, 1974.
- Книжка про книжки. М., 1974
- Книжка про книжки: Десять путешествий по страницам любимых книг: С.Маршак, Ю.Олеша, С.Михалков, В.Катаев, Э.Багрицкий, А.Толстой, Б.Полевой, В.Каверин, А.Грин, А.Гайдар. М., Детская литература,1978.
- Души изменчивой приметы…: Литературно-критические очерки. М., Советский писатель, 1982.
- Валентин Катаев: Очерк творчества. М., Детская литература, 1982.
- Книжка про книжки, которые вы непременно прочитаете, если еще не читали. (3-е изд., доп.) М., 1985.
- Валентин Катаев: Размышления о Мастере и диалоги с ним. М., 1989. ISBN 5-280-00712-9
- Платье для Алисы: Художник и писатель. Диалоги. М., Книга, 1990. ISBN 5-212-00280-X

### Художественная и мемуарная проза
- Самые долгие годы: Повести. М., 1970.
- Самые долгие годы. М., 1975
- Прогулки с друзьями: Рассказы. М., Советский писатель, 1980.
- Четыре года и вся жизнь: Рассказы, очерки. М., 1985.
- Полевая почта сорок третьего года. М., 1995. ISBN 5-7612-0250-6
- Записки на краю стола. М., 1996. ISBN 5-7157-0119-8
- Первая треть: рассказы-воспоминания. М., 1999. ISBN 5-7157-0124-4